# Anne-Marie Karume Bakaneme
Anne-Marie Karume Bakaneme, née le 29 décembre 1958 à Wamba , est une femme politique de la république démocratique du Congo et ministre des Relations avec le parlement au sein du gouvernement Sama Lukonde II depuis le 23 mars 2023,. Elle est de l'organisation politique Alliance

## Biographie
Anne Marie Karume Bakaneme issue d'une famille chrétienne modeste de Wamba en province du Haut-Uélé, son enfance et sa jeunesse ont été fortement influencées par la dévotion de Anuarite Nengapeta dont le combat pour la préservation de la dignité de la femme a marqué l'histoire du catholicisme en RDC et en Afrique. La soixantaine révolue, elle est mère de six enfants. Diplômée en science commerciale et financière, option comptabilité de l'Institut supérieur de commerce d'Isiro.

En 1977 et 1984 , Anne-Marie Karume Bakaneme a été responsable du service de la comptabilité de la société agro-industrielle Cultures et Élevages du Zaïre (CELZA). Elle deviendra ensuite administrateur-déléguée de la société Vanos Café. À la création des 26 provinces, elle est nommée conseillère spéciale du gouvernement provincial du Haut-Uélé chargée de l’assistance aux victimes de viols, des violences basées sur le genre, aux personnes vulnérables et enfants marginalisés et défavorisés ainsi qu’aux populations autochtones, une mission à laquelle elle va s’investir particulièrement en matière d’encadrement et de renforcement des capacités des équipes placées sous sa supervision. Elle sera alors appelée à intégrer le gouvernement provincial du Haut-Uélé aux fonctions de ministre du Travail, de la Prévoyance Sociale et de la Fonction Publique.